# Shravasti
Shravasti (Xá-vệ, IAST: Śrāvastī; Pali: Sāvatthī) là một thành cổ ở Ấn Độ, kinh đô của vương quốc Kosala và là một trong sáu đô thị lớn nhất Ấn Độ thời đức Phật Thích-ca Mâu-ni sống. Shravasti hiện nay là địa điểm cùng tên bên bờ sông Rapti Tây ở Vùng Devipatan, tiểu bang Uttar Pradesh, gần Balrampur trong đồng bằng sông Hằng. Shravasti thường xuyên được nhắc tới trong các kinh điển Phật giáo. Tại đây có Veluvana (Vườn Trúc) và Jetavana (Vườn Kỳ-đà), hai tịnh xá đầu tiên nơi đức Phật Thích-ca Mâu-ni đã truyền Pháp. Ngày nay, đây là một điểm hành hương quan trọng của các tín đồ Phật giáo.